# ألعاب الدول الصغيرة الأوروبية 1991
عقدت ألعاب الدول الصغيرة الأوروبية 1991 في جمهورية أندورا في الفترة من 21 مايو إلى 25 مايو.

## الرياضات
- ألعاب القوى.
- كرة السلة.
- ركوب الدراجات.
- الجودو.
- الرماية.
- التنس.
- كرة الطائرة.

## جدول الميداليات
الجدول التالي يوضح عدد الميداليات التي حصلت عليها كل دولة:
| الترتيب | منتخب      | ذهبية | فضية | برونزية | المجموع |
| ------- | ---------- | ----- | ---- | ------- | ------- |
| 1       | أيسلندا    | 27    | 19   | 18      | 64      |
| 2       | لوكسمبورغ  | 23    | 22   | 15      | 60      |
| 3       | قبرص       | 22    | 16   | 23      | 61      |
| 4       | موناكو     | 8     | 13   | 14      | 35      |
| 5       | سان مارينو | 1     | 2    | 5       | 8       |
| 6       | مالطا      | 1     | 2    | 4       | 7       |
| 7       | أندورا     | 0     | 5    | 9       | 14      |
| 8       | ليختنشتاين | 0     | 3    | 3       | 6       |